# Kim Lynge
Kim Lynge Pedersen (født 3. april 1965 i Hirtshals, Danmark) er en dansk tidligere vægtløfter, der deltog for Danmark under Sommer-OL 1992.